# Aires de mi tierra
Aires de mi tierra (originalmente Aires d'a miña terra, en gallego normativizado Aires da miña terra) es un poemario de Manuel Curros Enríquez publicado en 1880, con prólogo de José Ogea. La primera edición en castellano fue traducida por Constantino Llombart y publicada por Bernando Rico en 1892.

## Características
La obra es una recopilación de textos compuestos en diferentes épocas y con temática diversa: costumbrista, intimista y denuncia social. La primera edición (en gallego) estuvo a cargo de Antonio Otero e incluía 19 poemas. En la segunda edición, llevada a cabo por La Ilustración Gallega y Asturiana, Curros incluyó 130 poemas más. En la tercera edición, a cargo de Latorre y Martínez Editores, se incluyeron los últimos 9 poemas, dejando a la obra definitiva con un total de 34 composiciones.
Fue incluido en la Biblioteca Básica da Cultura Galega de la Editorial Galaxia, en la Biblioteca das Letras Galegas de Edicións Xerais de Galicia, en la Biblioteca 114 de El Correo Gallego y en la Biblioteca Galega 120 de La Voz de Galicia.
La obra suele publicarse junto con otra obra lírica de Curros titulada A Virxe do Cristal

## Repercusiones
La obra pone en manifiesto su anticlericalismo al considerar que la Iglesia no se acerca a los pobres y necesitados sino que solo defiende las clases y los privilegios. En esta obra publica el poema "Mirand’ó chau" ("Mirando al suelo") en el que, entre otras cosas escribe el célebre verso S’eu fixen tal mundo, que o demo me leve ("Si yo hice tal mundo, que el demonio me lleve"). La reacción eclesiástica no se hizo esperar y el día 28 de agosto de 1880 el obispo de Orense, Cesáreo Rodrigo condenó y reprobó el libro por contener "proposiciones heréticas e blasfemas escandalosas". Se prohíbe la lectura y posesión del libro a los fieles y se termina excomulgando al autor. Simultáneamente, el obispo de Orense denuncia delante a las autoridades judiciales el libro. El juzgado de Orense lo procesa por delito contra el libre ejercicio de cultos y ordena la incautación de todos los ejemplares en poder del editor así como la destrucción de los moldes de copia. Además, Curros es condenado a dos años y cuatro meses de prisión y el pago de una multa de 250 pesetas. Finalmente fue absuelto en la Audiencia de La Coruña.
Un verso del poema "¡Ai!" aparece en el capítulo XVII de la obra Platero y yo de Juan Ramón Jiménez. En el capítulo el poeta andaluz dice que Curros era "padre más que poeta".

### Otros artículos
- Manuel Curros
- La Virgen del Cristal